# خیابان نورث‌آمبرلند

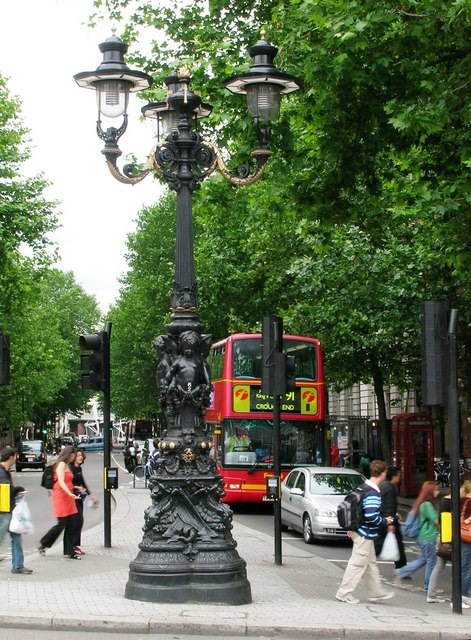
خیابان نورث‌آمبرلند

خیابان نورث‌آمبرلند (انگلیسی: Northumberland Avenue) یک خیابان در لندن مرکزی در شهر وست‌مینستر به طول ۳۲۰ متر است.
این خیابان از میدان ترافالگار شروع و در غرب خیابان تیمز امبانکمنت به پایان میرسد، خیابان نورث‌آمبرلند در زمان ساخت به دلیل قرار گرفتن ساختمان‌هایی همچون گرند هتل هفت طبقه به عنوان یک خیابان لوکس شناخته میشد.
ایستگاه متروی چرینگ کراس و ایستگاه متروی امبانکمنت از ایستگاه‌های نزدیک به این خیابان است.

## نگارخانه

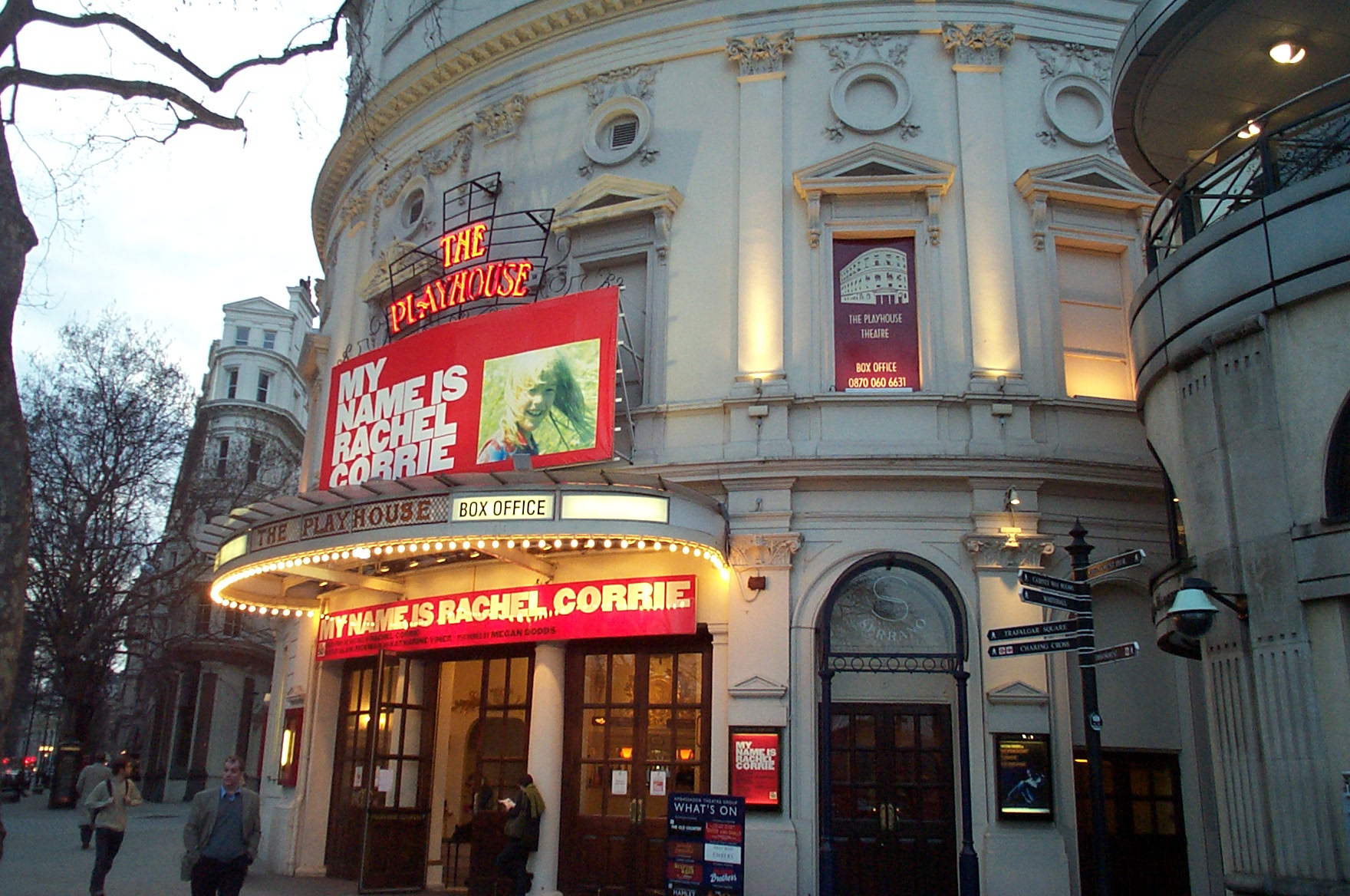
تئاتر پلی‌هاوس در نزدیکی خیابان نورث‌آمبرلند
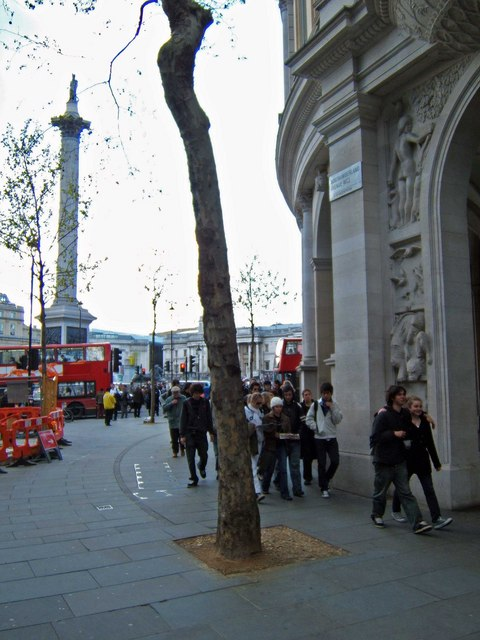
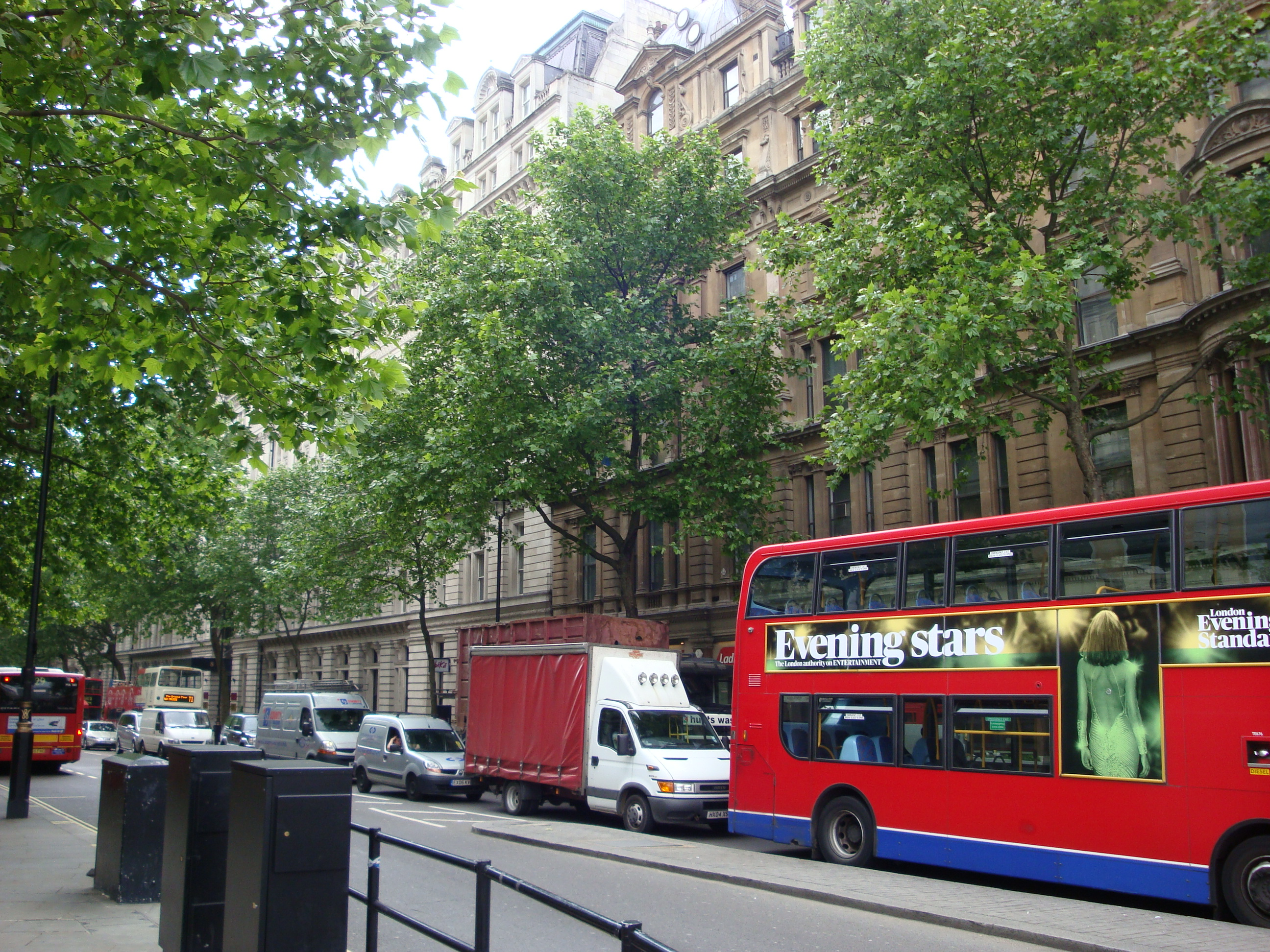
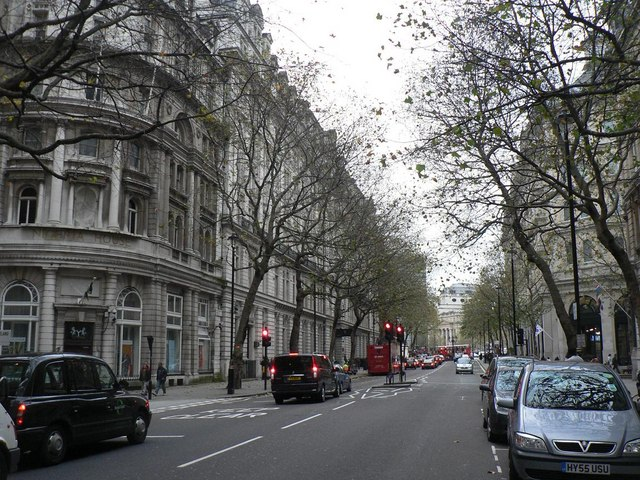